# Van-’t-Hoff-Gleichung
Die Van’t-Hoff-Gleichung oder Van’t-Hoff’sche bzw. van’t-hoffsche Reaktionsisobare (nach Jacobus Henricus van ’t Hoff) beschreibt in der Thermodynamik den Zusammenhang zwischen der Lage des Gleichgewichts einer chemischen Reaktion und der Temperatur (bei konstantem Druck):
{\displaystyle {\Bigl (}{\frac {\partial \ln K}{\partial T}}{\Bigr )}_{p}={\frac {\Delta _{r}H^{0}(T)}{RT^{2}}}}
wobei
- {\displaystyle K} die Gleichgewichtskonstante,
- {\displaystyle T} die Temperatur,
- {\displaystyle \Delta _{r}H^{0}(T)} die molare Standardreaktionsenthalpie als Funktion der Temperatur {\displaystyle T} (die Standardbedingung Druck {\displaystyle p_{0}=1\,{\text{bar}}} ist erfüllt) und
- {\displaystyle R} die allgemeine Gaskonstante ist.

Der Index p steht für den konstanten Druck. Eine andere Formulierung der Van-’t-Hoff-Gleichung für die inverse Temperatur {\displaystyle \beta =(k_{\mathrm {B} }T)^{-1}} mit der Boltzmann-Konstante {\displaystyle k_{\mathrm {B} }} ist:
{\displaystyle \left({\frac {\partial \ln K}{\partial \beta }}\right)_{p}=-{\frac {\Delta _{r}H^{0}(\beta )}{N_{\mathrm {A} }}},}
wobei {\displaystyle N_{\mathrm {A} }} die Avogadro-Konstante ist. 

## Herleitung
Für die Gleichgewichtskonstante {\displaystyle K} gilt allgemein:
{\displaystyle \ln K=-{\frac {\Delta _{r}G^{0}(T)}{RT}}}
Deren partielle Ableitung nach der Temperatur bei konstantem Druck ergibt somit:
{\displaystyle {\Bigl (}{\frac {\partial \ln K}{\partial T}}{\Bigr )}_{p}=+{\frac {\Delta _{r}G^{0}(T)}{RT^{2}}}-{\frac {{\Bigl (}{\frac {\partial \Delta _{r}G^{0}(T)}{\partial T}}{\Bigr )}_{p}}{RT}}}
Die Ableitung der molaren, freien Reaktionsenthalpie nach der Temperatur bei konstantem Druck berechnet sich wie folgt:
{\displaystyle {\Bigl (}{\frac {\partial G_{m}^{0}}{\partial T}}{\Bigr )}_{p}=-S_{m}^{0}(T)}
{\displaystyle \rightarrow {\Bigl (}{\frac {\partial \ln K}{\partial T}}{\Bigr )}_{p}=+{\frac {\Delta _{r}G^{0}(T)}{RT^{2}}}+{\frac {T\Delta _{r}S^{0}(T)}{RT^{2}}}}
Mit der Gibbs-Helmholtz-Gleichung
{\displaystyle \Delta _{r}G^{0}(T)=\Delta _{r}H^{0}(T)-T\Delta _{r}S^{0}(T)}
ergibt sich:
{\displaystyle {\Bigl (}{\frac {\partial \ln K}{\partial T}}{\Bigr )}_{p}={\frac {\Delta _{r}H^{0}(T)-T\Delta _{r}S^{0}(T)+T\Delta _{r}S^{0}(T)}{RT^{2}}}={\frac {\Delta _{r}H^{0}(T)}{RT^{2}}}}

## Van’t-Hoff’sche Reaktionsisochore
Hält man das Volumen bei einer Reaktion konstant, so wird die Reaktion durch die Änderung der Standard-Freie Energie {\displaystyle \ln K=-\Delta _{r}F(N_{i},V,T)^{0}/(RT)} beschrieben. Es ergibt sich die van't-Hoff’sche Reaktionsisochore:
{\displaystyle {\Bigl (}{\frac {\partial \ln K}{\partial T}}{\Bigr )}_{V}={\frac {\Delta _{r}U^{0}}{RT^{2}}}}

## Lösung
Die formale Lösung der Van’t-Hoff-Gleichung lautet
{\displaystyle K(T)=K(T_{0})\exp \left(\int _{T_{0}}^{T}{\frac {\Delta _{r}H^{0}(T)}{RT^{2}}}\mathrm {d} T\right)}
In der ulichschen Näherung geht man von einer – zumindest in einem gewissen Temperaturintervall – konstanten Standardreaktionsenthalpie aus.
Damit ergibt sich:
{\displaystyle K(T)=K(T_{0})\exp \left(-{\frac {\Delta _{r}H^{0}}{RT}}+{\frac {\Delta _{r}H^{0}}{RT_{0}}}\right)}